# Steven Mouyokolo
Steven Mouyokolo (Melun, Franciaország, 1987. január 24. –) kongói származású francia labdarúgó, jelenleg a skót Celtic FC-ben játszik hátvédként.

## Pályafutása

### Kezdeti évek
Mouyokolo a Châteauroux ifiakadémiáján kezdett futballozni, majd 2006-ban felkerült az első csapathoz. Lehetőséghez azonban nem jutott, így 2007-ben a Gueugnonhoz igazolt. Itt egy év alatt 22 találkozón lépett pályára, majd leigazolta a Boulogne. Remekül kezdte a 2008/09-es szezont, ami miatt rengeteg csapat felfigyelt rá.

### Hull City AFC
Mouyokolót a Newcastle Uniteddel, a Wigan Athletickel, a Middlesbrough-val, a Bolton Wanderersszel, sőt még az Arsenallal is szóba hozták, végül azonban a Hull Cityhez igazolt. 2009. január 30-án egyezett meg a Tigrisekkel, de csak június 2-án írt alá a csapathoz, így ő is segíthetett a Boulogne-nak feljutni a Ligue 1-be.

## Fordítás
- Ez a szócikk részben vagy egészben  a   Steven Mouyokolo című angol Wikipédia-szócikk fordításán alapul.  Az eredeti cikk szerkesztőit annak laptörténete sorolja fel. Ez a jelzés csupán a megfogalmazás eredetét és a szerzői jogokat jelzi, nem szolgál a cikkben szereplő információk forrásmegjelöléseként.